# فيلافاميس
بلدية فيلافاميس (بالإسبانية: Vilafamés)‏، هي إحدى بلديات مقاطعة كاستيلون التي تقع في منطقة بلنسية، في شرق إسبانيا.
يبلغ عدد سكانها 1.806 نسمة وفقاً لإحصائية سنة (2006).

## أعلام
- مارك تريليس